# Weil du mir gehörst
Weil du mir gehörst ist ein Filmdrama von Alexander Dierbach aus dem Jahr 2019, in dem das Phänomen einer Eltern-Kind-Entfremdung (engl. Parental Alienation Syndrom, PAS) nach einer Scheidung thematisiert wird. Julia Koschitz ist in der Rolle einer manipulativen Mutter zu sehen, Felix Klare als Vater, der dem Entfremdungsprozess nichts entgegensetzen kann, und Lisa Marie Trense als Tochter Anni, deren Veränderung spürbar ist.

## Handlung
Das ehemalige Paar Julia und Tom steht nach der Scheidung erneut vor Gericht: Es geht um das Sorgerecht für die gemeinsame achtjährige Tochter Anni. Bei der Kindesanhörung im Verfahren wird die Entfremdung Annis zu ihrem Vater offensichtlich. Wie konnte es soweit kommen?
Direkt nach der Scheidung sieht die Welt noch anders aus. Das gemeinsame Sorgerecht wurde vereinbart, wobei Anni weiter bei ihrer Mutter wohnt und jedes zweite Wochenende bei ihrem Vater verbringt, den sie sehr liebt. Tom hat eine neue Partnerin, die auch eine Tochter hat, und da sich Anni mit beiden gut versteht, wächst an den Wochenenden so etwas wie eine neue Familie zusammen. Julia ist jedoch durch die von Tom ausgehende Trennung immer noch tief verletzt. In der Folge scheint es, als ob Tom die Verabredungen mit seiner Tochter nicht mehr einhalte, was die kleine Anni nicht verstehen kann. Ihre Mutter bietet ihr Erklärungen an: Es liege an Toms Arbeit und seiner neuen Familie, die jetzt die ganze Zeit ihres Vaters bräuchten. Tatsächlich ist es aber so, dass Tom immer wieder vor verschlossenen Türen steht, wenn er Anni bei ihrer Mutter abholen will. Von Julia hört er nun nur noch Vorwürfe, dass er Anni nicht gut tue und er ja selbst schuld sei, dass die Familie zerbrochen sei. Tatsächlich versucht Julia, ihre Tochter enger an sich zu binden und Tom mit Hilfe ihres Anwalts Martin Wolters aus Annis Leben zu drängen. Der Konflikt eskaliert immer mehr, was Anni zunehmend verstört.
Bei einem erneuten Versuch Toms, Anni abzuholen, muss er feststellen, dass Julia mit Anni in die Nähe ihrer Eltern gezogen ist und das Kind nicht nur seinem Freundeskreis entrissen hat, sondern sich nun auch an eine neue Schule gewöhnen muss. Julia gibt ihrer Tochter ein neues Handy, in das angeblich die neue Nummer, die Tom seit kurzem habe, schon eingespeist ist. Annis Versuche, mit ihrem Vater telefonisch in Kontakt zu treten, bleiben jedoch erfolglos. Dass ihre Anrufe auf einem zweiten Handy ihrer Mutter landen, weiß das Kind nicht. Es gelingt Julia zudem, mit unsauberen Mitteln eine dreimonatige Kontaktsperre zwischen Vater und Tochter mit Hilfe ihres Anwalts durchzusetzen. In diesen Zeitraum fällt auch die schon lange geplante Reise zum Tauchen ans Rote Meer, auf die Anni sich schon sehr gefreut hatte. Da Tom keinerlei Kontakt zu seiner Tochter aufnehmen darf, kann er ihr auch nicht sagen, dass diese Reise zusammen mit Anni nun nicht mehr möglich ist. Julia hingegen, die sehr wohl weiß, was Sache ist, tut so, als habe Tom Anni über seine neue Familie vergessen. Sie fährt mit dem Kind am angeblichen Abreisetag, zum Haus von Tom und steht natürlich vor verschlossenen Türen. Das Leid ihres Kindes ignorierend, tut sie so, als habe sie mit Tom einen Termin ausgemacht, und wartet sogar eine Stunde mit ihrer Tochter vor dem Haus. Wieder zuhause wirft Anni ihre Tauchermaske weg und zertrümmert ihr Handy, die angebliche Verbindung zum Vater. 
Als Julia nach Ablauf dieser drei Monate gezwungen ist, den Kontakt zwischen Vater und Tochter wieder zuzulassen, erzählt sie dem Kind, dass ihr Vater sie nun, nachdem er drei Monate nichts habe von sich hören lassen, nun doch wieder sehen wolle. Das Wiedersehen wird ein Fiasko. Von Frau Gärtner vom Jugendamt bekommt Tom den Rat, sich einmal über den Fachbegriff PAS zu informieren. Hilflos erkennt Tom, dass er so gut wie keine Möglichkeit hat, sich gegen die Lügen seiner Exfrau zur Wehr zu setzen. Julia schreckt selbst davor nicht zurück, ihn zu bezichtigen, unangemessene Fotos von Anni gemacht zu haben. Die Verzweiflung steht ihm ins Gesicht geschrieben, als er seiner neuen Partnerin Jenny resignierend erklärt, dass seine Exfrau ihn aus dem Leben seiner Tochter rausschmeiße; er sei nur noch Geldgeber, aber kein Vater mehr.
Es stellt sich heraus, dass die angebliche Psychotherapeutin Britta Waibel eigentlich nur Heilpraktikerin ist und immer wieder mit dem Anwalt der Gegenseite zusammengearbeitet hat, wobei ihr sogenanntes Gutachten immer im Sinne des jeweiligen Mandanten des Anwalts ausfiel. Der vom Gericht nun eingesetzten Therapeutin Doris Jahn erzählt Anni mit Worten, die so gar nicht nach einem Kind klingen, warum sie ihren Vater nicht mehr sehen wolle. Diesmal obsiegt Julia tatsächlich, ihr wird das alleinige Sorgerecht für Anni zugesprochen. Als Julia eine erneute Ladung vor Gericht erhält, da Tom sein Kind nicht aufgeben will, manipuliert sie ihre Tochter auch nun wieder, um ihr ihre eigene Sichtweise aufzudrängen. 
Der nun angesetzte Gerichtstermin vor dem Oberlandesgericht nimmt allerdings eine andere Wendung, als vor allem Julia es sich vorgestellt hatte. Der Richter verfügt, dass die Eltern sich im Interesse des Kindes zusammenzuraufen und wieder Kontakt in Beratungsgesprächen miteinander herzustellen hätten. Erst nach einem dreimonatigen Zeitraum werde eine Entscheidung über die elterliche Sorge für Anni gefällt werden. Als Anni von ihrer Mutter danach zum Vater gebracht wird, erklärt sie ihm, sie sei nur da, weil sie müsse und damit ihre Mama keinen Ärger bekomme. Kontaktversuche ihres Vaters unterbindet sie, indem sie in ihrem Zimmer verschwindet und die Tür hinter sich schließt.

## Produktion, Veröffentlichung
Es handelt sich um eine Produktion der FFP New Media GmbH im Auftrag des SWR für Das Erste. Im Nachspann des Films heißt es „Für Gitta Uhlig †“. Uhlig war als Casting Direktorin für den Film tätig.
Der Film wurde am 1. Juli 2019 beim Filmfest München uraufgeführt und am 12. Februar 2020 im Programm der ARD Das Erste ausgestrahlt. Am 26. Februar 2021 erschien eine DVD-Version.

## Rezeption

### Einschaltquote
Bei seiner Erstausstrahlung in der ARD wurde der Film von 4,45 Mio. Zuschauern eingeschaltet, was einem Marktanteil von 14,5 % entspricht.

### Kritiken
Der Film erhielt weit überwiegend positive Kritiken. Gelobt wurden sowohl die schauspielerischen Leistungen der drei Hauptdarsteller als auch die Darstellung eines unangenehmen und deshalb vernachlässigten zeitgenössischen Gesellschaftssyndroms um die Rolle von Müttern nach der Trennung der Eltern. Von Akteuren der Väterbewegung wurde mit Blick auf die jährlich mindestens 100.000 allein in Deutschland betroffenen Trennungskinder betont, dass dies nach dem Film Der entsorgte Vater (2009) und Vaterlandschaften (2016) erst der dritte Film sei, der dieses gesellschaftsrelevante Thema aufgreife, das von Medien und Politik überwiegend gemieden werde.

„Eine Mutter hintertreibt mit viel Raffinesse nach der Scheidung den Kontakt der Tochter zu ihrem Vater. Gibt es auch umgekehrt – im wahren Leben. Ein echtes Problem unserer Zeit.“

„Das Phänomen ist bittere Realität und hat einen Namen, nämlich ‚PAS‘ (Parental Alienation Syndrome), ein Thema von höchster Relevanz und Aktualität.“

Rainer Tittelbach gab dem Film auf seiner Seite tittelbach.tv fünf von sechs möglichen Sternen  und schrieb: „Autorin Katrin Bühlig und Regisseur Alexander Diebach zeichnen diesen tragischen, gut recherchierten Entfremdungsprozess, bei dem die Frau stets die Aktive ist und der Mann in die Rolle des Reagierenden gedrängt wird, sehr sachlich & in angemessen zurückhaltender Inszenierung bis zur finalen Auseinandersetzung am Oberlandesgericht nach. Indem Bühlig auf die Chronologie der Ereignisse vertraut, entwickelt sich eine Katastrophen-Dramaturgie, die verantwortungsvoll mit dem Stoff umgeht, aber wenig Überraschungen birgt. Trotzdem wünscht man dieser mit Julia Koschitz, Felix Klare und Lisa Marie Trense sehr stimmig besetzten Produktion möglichst viele Zuschauer. Das Thema hätte es verdient.“
Patrick Rösing befand im Stern, der Film sei „aufwühlend“, präsentiere ein „gesellschaftlich hochrelevantes Thema und pack[e] das Publikum über die gesamte Spielzeit“. Die Vater-Figur sei erkennbar als Sympathieträger angelegt, während die Mutter bei den Zuschauern für gemischte Gefühle sorgen dürfte. „Julia Koschitz [gebe] nämlich nicht einfach nur die Böse, sondern offenbar[e] als Julia in vielen Momenten eine große innere Zerrissenheit und Verletzbarkeit.“ Zur Leistung von Lisa Marie Trense als Anni meinte Rösing, das alles sei „für den Zuschauer ziemlich schmerzhaft anzusehen, was nicht zuletzt an der beeindruckenden darstellerischen Leistung“ der kleinen Hauptdarstellerin liege. Ohnehin seien alle tragenden Rollen stark besetzt. Regisseur Dierbach erzähle „den Plot ohne große Effekthascherei – die emotionale Wucht des Themas reich[e] auch so völlig aus“.
In der Stuttgarter Zeitung befasste sich Tilmann P. Gangloff mit dem Film. Der Kritiker schrieb, ‚Weil du mir gehörst‘ sei „ein deprimierendes, aber herausragend gut gespieltes Drama mit Felix Klare als entsorgtem Vater und mit Julia Koschitz als Mutter, die ihr Kind manipuliert“. Da „das Drama fast zwangsläufig eine Gratwanderung“ sei, sei die Besetzung der weiblichen Hauptrolle mit Julia Koschitz „umso cleverer“. Alle Beteiligten profitierten „allerdings auch von einem sorgfältig recherchierten, differenzierten Drehbuch“. Koschitz […] sei „ohnehin herausragend in allem, was sie mach[e]“. Klare meistere „die Herausforderung mustergültig“ […]. Die „Leistung der kleinen Lisa Marie Trense schließlich“ sei „schlicht phänomenal“, und das „bei nur drei Stunden Drehzeit pro Tag“ (mehr ist bei kleinen Kindern nicht erlaubt). Die einzige „durch und durch eindimensionale und entsprechend verachtenswerte Figur“ sei Toms von Teresa Harder gespielte Schwiegermutter, bei der „wenige Szenen genügen“ würden, „um erahnen zu lassen, warum Julia so ist, wie sie ist: Diese Frau [sei] noch manipulativer als ihre Tochter“.
In der Frankfurter Allgemeinen vertrat Heike Hupertz die Ansicht: „Altbacken inszenierte Elternrollen von erstaunlicher Eindimensionalität: Der ARD-Film ‚Weil du mir gehörst‘ treibt einen Partnerkonflikt auf die Spitze, ohne ein Ende zu finden.“ Weiter befand sie, „eine gewisse Figurenkomplexität und weniger Schwarzweiß wie vom psychologischen Konfliktreißbrett hätte auch dem Film als Ganzes gutgetan“. Im „letzten Drittel n[ä]hmen die Explikationen des ‚Parental Alienation Syndrom‘-Sachverhalts derart überhand, dass aus nachvollziehbarem Engagement simple Parteinahme“ werde.
Ernst Corinth, der dem RND angehört, sah das ähnlich, die Rollen seien „klar verteilt“, die „Mutter“ sei die „böse Rächerin“, der „Vater“ das „verzweifelte Opfer“. Dies sei eine „viel zu eindeutige Rollenverteilung zwischen Gut und Böse“. Das Drehbuch stamme von einer Frau, das sei „in diesem Zusammenhang wichtig“. Zwar werde „wunderbar deutlich, dass Scheidungskriege für Anwälte und Gutachter ein lukratives Geschäft“ seien – was „ein durchaus interessanter Aspekt“ sei, „dennoch hätte man lieber mehr über die Befindlichkeiten der Akteure und die Hintergründe ihres Tuns gewusst“.

### Auszeichnungen
- 2019: Nominiert für den Bernd Burgemeister Fernsehpreis beim Filmfest München[12]
- 2019: Nominiert für den Rheingold Publikumspreis beim Festival des Deutschen Films in Ludwigshafen
- 2019: Festival de la Fiction/La Rochelle/France (Nominierung im Europäischen Wettbewerb)[13]
- 2019: Nominiert als bester Fernsehfilm beim Filmfest Biberach
- 2020: Nominierung für die Auszeichnung der Deutschen Akademie für Fernsehen in der Kategorie „Redaktion/Producing/Dramaturgie“[14]
- 2020: Fernsehfilmfestival Baden-Baden[15]: Nominierung für den Fernsehfilmpreis der Deutschen Akademie der Darstellenden Künste[16]
- 2020: Nominiert für den besten Fernsehfilm bei den 15. Seoul International Drama Awards
- 2020: Bayerischer Fernsehpreis in der Kategorie "Bester Schauspieler" für Felix Klare
- 2020: Bayerischer Fernsehpreis in der Kategorie "Bestes Drehbuch" für Katrin Bühlig
- 2020: 3satZuschauerpreis im Rahmen des Fernsehfilmfestivals Baden-Baden[17]